# فیلیپ دویل
فیلیپ دویل (انگلیسی: Philip Doyle؛ زادهٔ ۱۷ سپتامبر ۱۹۹۲) قایقران روئینگ اهل جمهوری ایرلند است.
وی در مسابقات کشوری و بین‌المللی در مجموع برندهٔ ۱ مدال نقره، ۲ مدال برنز شده است.